# Хлеб и соль (фильм)
«Хлеб и соль» (укр. Хліб і сіль) — советский художественный фильм, снятый в 1970 году режиссёрами Григорием Коханом и Николаем Макаренко на киевской киностудии имени А. Довженко. Создан по мотивам одноименного романа писателя Михаила Стельмаха.
Премьера фильма состоялась 29 сентября 1971 года.
Продолжительность фильма — 86 мин.

## Сюжет
Действие фильма происходит в начале XX века. В 1905 году группа крестьян из Прикарпатья уезжает из дома в поисках счастья в Сибири. История рассказывает о тех, кто остался, об их конфликте с помещиком, борьбе за свои права на землю, о любовном треугольнике с участием местной красавицы и двух молодых парней.

## В ролях
- Лидия Яремчук — Христина
- Лесь Сердюк — Марьян Поляруш
- Иван Гаврилюк — Левко Щербина
- Алим Федоринский — Роман
- Владимир Олексеенко — дед Дунай
- Раиса Недашковская — Фросина
- Владимир Антонов — пастух
- Майя Булгакова — мать Христины
- Сергей Полежаев — помещик Аркадий Валерианович Стадницкий
- Анатолий Барчук — 	Степан Васильевич
- Валентина Ивашёва — Василиса
- Юрий Гаврилюк — товарищ Левка
- Николай Пишванов — Петро
- Виктор Полищук — крестьянин
- Иван Симоненко — Григорий, товарищ Левка
- Игорь Стариков— Фадей Станиславович
- Анна Юрова — крестьянка
- Георгий Бабенко — приказчик Стадницкого
- Виктор Чекмарёв — приказчик Стадницкого
- Николай Гудзь — чиновник
- Степан Жаворонок — Степан
- Николай Куцевалов — гость Стадницкого
- Михаил Садовский — эпизод
- Борис Карлаш-Вербицкий — эпизод
- Наталья Милютенко — эпизод
- Галина Садовская — эпизод
- Василий Хорошко — эпизод
- Елена Харченко — эпизод
- Александр Райданов — эпизод
- Анатолий Моторный — эпизод
- Олеся Иванова— эпизод, нет в титрах

## Съёмочная группа
- Режиссёры-постановщики : Григорий Кохан, и Николай Макаренко
- Режиссёр-ассистент : Григорий Зильбельман
- Сценарист : Михаил Стельмах
- Оператор-постановщик : Эдуард Плучик
- Звукооператор: Нина Авраменко
- Композитор: Мирослав Скорик
- Художники-постановщики: Александр Кудря , Петр Максименко
- Оператор комбинированных съемок: Павел Король
- Художник комбинированных съемок: Григорий Лукашов
- Режиссёр монтажа: Татьяна Сивчикова
- Редактор: Надежда Орлова